# Anker Buch
Anker Buch (* 25. März 1940 in Vejgaard; † 1. April 2014 in Dänemark) war ein dänischer Geiger.

## Leben
Buch wuchs in Svenstrup südlich von Aalborg auf, wo sein Vater als Fleischer tätig war. Bereits im Alter von acht Jahren spielte er Violine und mit zehn Jahren gab er eigene Konzerte. Zum gleichen Zeitpunkt begann er im Alter von acht Jahren parallel dazu Musikunterricht zu nehmen  bei Rolf Kjeldahl, dem dänischen Konzertmeister des Aalborg Symfoniorkesters. Im Alter von vierzehn Jahren begann er eine musikalische Ausbildung am Det Kongelige Danske Musikkonservatorium und war anschließend als Konzertmeister beim Isländischen Sinfonieorchester tätig. Buch studierte mit 18 Jahren von 1958 bis 1964 an der Juilliard School in New York. Nach dem Ende seiner Ausbildung sowie nach einem internationalen Debüt als Solist entschied er sich später wieder in Dänemark niederzulassen. 1964 wurde er mit dem dänischen Kulturpreis Jakob Gades Mindelegat ausgezeichnet. Weiterhin war er als Violinist und Konzertmeister weltweit tätig und trat bei mehreren Orchestern in verschiedenen Häusern bis zu seinem Ruhestand sowie bei Festivals auf. Des Weiteren engagierte er sich zum alljährlichen Uldum Gademusik Festival im ostjütländischen Uldum, wo er auch als selbst auftrat. 1981 kaufte Buch die Mønsted-Kalkgruben, die 14 km westlich von Viborg liegen. Er nutzte diese seitdem als Touristenattraktion, wo bekannte Künstler im ehemaligen Werksgebäude sowie in den unterirdischen Kalkhöhlen bzw. Räumen zu Konzerten und anderen kulturellen Veranstaltungen auftraten. Buch gab über 7000 Konzerte weltweit und veröffentlichte mehrere seiner musikalischen Erfolge auf CD. Ebenfalls wurden einige seiner Konzerte sowie Musikstücke mit seiner Beteiligung im dänischen Fernsehen gesendet.  
Anlässlich seines 60. Geburtstages stiftete er im Jahr 2000 seinen eigenen Preis, den Anker Buch Prisen zur Unterstützung für besondere junge musikalische Talente, der jährlich vergeben wurde.
Am 1. April 2014 starb er zu Hause im Schlaf nach langer Krankheit im Kreise seiner Familie im Alter von 74 Jahren.

## Diskografie
- NOW and THEN – ABM Music 6, årstal? Øvrige musikere Laif Møller Lauridsen, guitar, Jørgen Skovhøj, bas, Arne Østergaard, trommer